# Maud Horvers
Maud Horvers (* 7. März 2006) ist eine niederländische Handballspielerin, die für den niederländischen Erstligisten VOC Amsterdam aufläuft.

## Karriere

### Im Verein
Horvers begann das Handballspielen im Alter von sechs Jahren beim HV Dongen und wechselte später zum Verein Tachos Handbal. Im Jahr 2021 schloss sich die Linkshänderin der B-Jugend des Vereins VOC Amsterdam an. Im Jahr 2024 gewann die Rückraumspielerin mit der Damenmannschaft von VOC Amsterdam den niederländischen Pokal.

### In Auswahlmannschaften
Horvers gehörte dem Kader der niederländischen Jugendnationalmannschaft an, mit der sie an der U-17-Europameisterschaft 2023 und an der U-18-Weltmeisterschaft 2024 teilnahm. 2024 gehörte sie zusätzlich dem Aufgebot der niederländischen Juniorinnenauswahl an, die bei der U-20-Weltmeisterschaft 2024 antrat. Am 6. März 2025 bestritt Horvers gegen die polnische Auswahl ihr Länderspieldebüt für die niederländische A-Nationalmannschaft. Mit der niederländischen Juniorinnennationalmannschaft nahm sie im selben Jahr an der U-19-Europameisterschaft teil, bei der sie mit 64 Treffern den zweiten Platz in der Torschützinnenliste belegte.